# John Gibson (cartografo)
John Gibson (1750 – 1792) è stato un cartografo e incisore britannico.

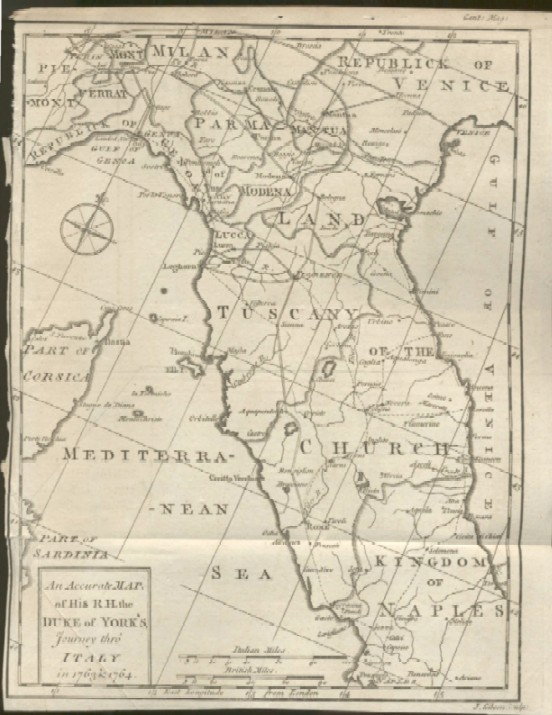
Accurate Map of His R.H. the Duke of York's Journey thro' Italy in 1763 & 1764 by John Gibson - The Gentleman's Magazine

Riconosciuto come un importante cartografo britannico di fine XVIII secolo, contemporaneo di Jacques-Nicolas Bellin e come abile incisore, passo' però buona parte della sua vita in prigione a causa di svariati debiti, tuttavia produsse migliaia di mappe e il suo lavoro più noto fu nel 1758 l'atlante tascabile denominato Atlas Minimus. Lavorò inoltre  per il Gentleman's Magazine per il quale incise diverse mappe decorative e pubblico' le sue opere anche sul The Universal Magazine, The Universal Museum e The Universal Traveller.